# Anders Svensson i Ön
Anders Svensson kallad Anders i Ön, född 27 september 1796, död 29 december 1876 i Ön, Knäreds socken, Halland, var en svensk bonads- och möbelmålare. 
Svensson, som vid sidan av Nils Erlandsson kan ses som den mest kände av de sydsvenska bonadsmålarna. Svensson var den sista och den mest konsekvente representanten för Knäredsskolans bonadsmåleri. Han följde Per Schönhults exempel med indelning av bilden i rektangulära fält omgivna av bårder. Svenssons målningar är trots ibland avsaknad av en signering lätta att igenkänna på grund av hans teckning saknar den spänst och att volymerna är slappare än de andra Knäredsmålarna. Hans färgskala går huvudsakligen i svart, mörkt grönt och mörkt blått och stora delar av sina bonader målade han med en Illustrerad Folkbibel som förlaga. Svensson är representerad vid Kulturhistoriska museet i Lund med en bonad som är målad efter en bibelförlaga och altartavlan i Knäreds kyrka och vid Hallands museum i Halmstad. 